# This Is Danko Jones
This Is Danko Jones är den  kanadensiska rockgruppen Danko Jones' andra samlingsalbum, utgivet endast i Kanada 2009.

## Låtlista
1. "Bounce" - 3:06
2. "Sugar High" - 3:37
3. "Lovercall" - 2:52
4. "I Love Living in the City" - 3:22
5. "Dance" - 3:28
6. "Forget My Name" - 2:53
7. "Invisible" - 3:25
8. "Don’t Fall in Love" - 3:24
9. "First Date" - 3:12
10. "Code of the Road" - 2:58
11. "Take Me Home" - 3:32
12. "Baby Hates Me" - 3:28
13. "Sound of Love" - 3:50
14. "King of Magazines" - 3:19
15. "Cadillac" - 2:10

### Fotnoter
1. ↑  ”This Is Danko Jones”. Discogs.com. http://www.discogs.com/Danko-Jones-This-Is-Danko-Jones/release/1995689. Läst 5 maj 2012.